# Lâu đài Berg (Stuttgart)
Lâu đài Berg là một lâu đài nước cổ nằm trên độ cao khoảng 210 m (690 ft) so với mực nước biển, trong thung lũng Nesenbach thuộc thị xã Berg, huyện Stuttgart, bang Baden-Württemberg, Đức.